# Candice Glover
Candice Rickelle Glover (* 22. November 1989 in Beaufort, South Carolina) ist eine US-amerikanische R&B-, Pop-, Soul- und Gospel-Sängerin, die 2013 die 12. Staffel von American Idol gewann. Sie ist die einzige spätere Siegerin, die erst bei ihrer dritten Teilnahme die Live-Shows erreichte.
In der Finalshow sang sie ihre spätere Debütsingle I Am Beautiful, die anschließend in die US-Charts einstieg. Ihr Debütalbum Music Speaks sollte ursprünglich noch im Sommer 2013 erscheinen. Es wurde dann aber erst ein knappes Dreivierteljahr später veröffentlicht und erreichte im März 2014 Platz 14 der US-Albumcharts.
2014 spielte sie in dem Fernsehfilm Zauber einer Weihnachtsnacht die Rolle der Josephine, eine Gospelsängerin der Kirchenchors und 2017 folgte eine Rolle in der Fernsehserie Underground.

## Diskografie

### Alben
- 2014: Music Speaks

### Singles
- 2013: I Am Beautiful
- 2013: Cried